# 羅振庭
羅振庭（Law Chun Ting，1996年1月11日—），生於香港，香港足球運動員，司職右後衛，現時效力香港超級聯賽球會大埔。

## 球會生涯
2011年，香港U16中場羅振庭經過兩日選拔後脫穎而出，繼陳俊樂及梁諾恒後成為第3屆「夢想成真」計劃的得獎者並獲得4年總值100萬元的獎學金赴英國布魯克足球學院受訓四年，升學及足球發展。2015－16球季，羅振庭今夏回港加盟香港超級聯賽球隊元朗，展開職業球員生涯。2015年10月10日，菁英盃分組賽A組，元朗以1–2不敵冠忠南區，也是羅振庭首次為元朗上陣。
2020/21球季，羅振庭改投天水圍飛馬。球季結束後轉投甲組球隊佳聯元朗。
2022/23球季，羅振庭回到香港超級聯賽，加盟和富大埔。

## 國際賽生涯
2016年7月15日，羅振庭入選香港U21的決選名單，岀戰在新加坡舉行的新加坡四國賽，最終大敗而回。他於2017年7月入選香港U22代表隊，參與在朝鮮舉行的的亞洲23歲以下錦標賽外圍賽，但最後香港以1勝2和不敗的成績，未能成為五隊最佳次名之一，無緣晉身決賽周。而他在2017年9月首度代表香港隊出戰第73屆港澳埠際賽，即在進攻製造很多機會和博到一記12碼，亦有一球射門中柱，最終他協助香港以4–0勝出兼成功衛冕冠軍，賽後更獲主教練郭嘉諾特別點名稱讚。

## 榮譽
元朗
- 香港高級組銀牌冠軍（2017–18季度）

大埔
- 香港超級聯賽冠軍（2024–2025季度）

香港代表隊
- 港澳埠際賽冠軍（2017、2018年）

## 外部連結
- 香港足球總會網頁球員註冊資料 （页面存档备份，存于）